# Campionati del mondo di ciclismo su pista 2017 - Corsa a punti maschile
La corsa a punti maschile ai Campionati del mondo di ciclismo su pista 2017 si è svolta il 14 aprile 2017 su un percorso di 160 giri per un totale di 40 km/h con sprint intermedi ogni 10 giri, di cui l'ultimo con punti doppi. La vittoria andò all'australiano Cameron Meyer che concluse il percorso con il tempo di 45'57" alla media di 52,222 km/h.
Accreditati alla partenza 24 ciclisti di federazioni diverse, dei quali 22 completarono la gara.

## Podio
| Pos.    | Atleta                | Nazionalità |
| ------- | --------------------- | ----------- |
| Oro     | Cameron Meyer         | Australia   |
| Argento | Kenny De Ketele       | Belgio      |
| Bronzo  | Wojciech Pszczolarski | Polonia     |

## Risultati
| Posizione | Atleta                | Nazione       | Punti giro | Punti sprint | Punti totali |
| --------- | --------------------- | ------------- | ---------- | ------------ | ------------ |
| 1         | Cameron Meyer         | Australia     | 40         | 36           | 76           |
| 2         | Kenny De Ketele       | Belgio        | 20         | 20           | 40           |
| 3         | Wojciech Pszczolarski | Polonia       | 20         | 20           | 40           |
| 4         | Niklas Larsen         | Danimarca     | 20         | 14           | 34           |
| 5         | Regan Gough           | Nuova Zelanda | 0          | 24           | 24           |
| 6         | Morgan Kneisky        | Francia       | 0          | 16           | 16           |
| 7         | Mark Stewart          | Gran Bretagna | 0          | 11           | 11           |
| 8         | Claudio Imhof         | Svizzera      | 0          | 9            | 9            |
| 9         | Krisztián Lovassy     | Ungheria      | 0          | 8            | 8            |
| 10        | Mark Downey           | Irlanda       | 0          | 6            | 6            |
| 11        | Nikita Panassenko     | Kazakistan    | 0          | 4            | 4            |
| 12        | Andreas Graf          | Austria       | 0          | 4            | 4            |
| 13        | Raman Ramanau         | Bielorussia   | 0          | 3            | 3            |
| 14        | Lucas Liss            | Germania      | 0          | 3            | 3            |
| 15        | Michele Scartezzini   | Italia        | 0          | 2            | 2            |
| 16        | Dmitrii Strakhov      | Russia        | 0          | 1            | 1            |
| 17        | Eloy Teruel           | Spagna        | 0          | 1            | 1            |
| 18        | Martin Bláha          | Rep. Ceca     | 0          | 0            | 0            |
| 19        | João Matias           | Portogallo    | −20        | 3            | −17          |
| 20        | Zachary Kovalcik      | Stati Uniti   | −20        | 0            | −20          |
| 21        | Vitaliy Hryniv        | Ucraina       | −40        | 2            | −38          |
| 22        | Cheung King Lok       | Hong Kong     | −40        | 0            | −40          |
| —         | Adam Jamieson         | Canada        | DNF        | DNF          | DNF          |
| —         | Takuto Kurabayashi    | Giappone      | DNF        | DNF          | DNF          |

DNF = Prova non completata